# Ontmoetingskerk (Bergen op Zoom)

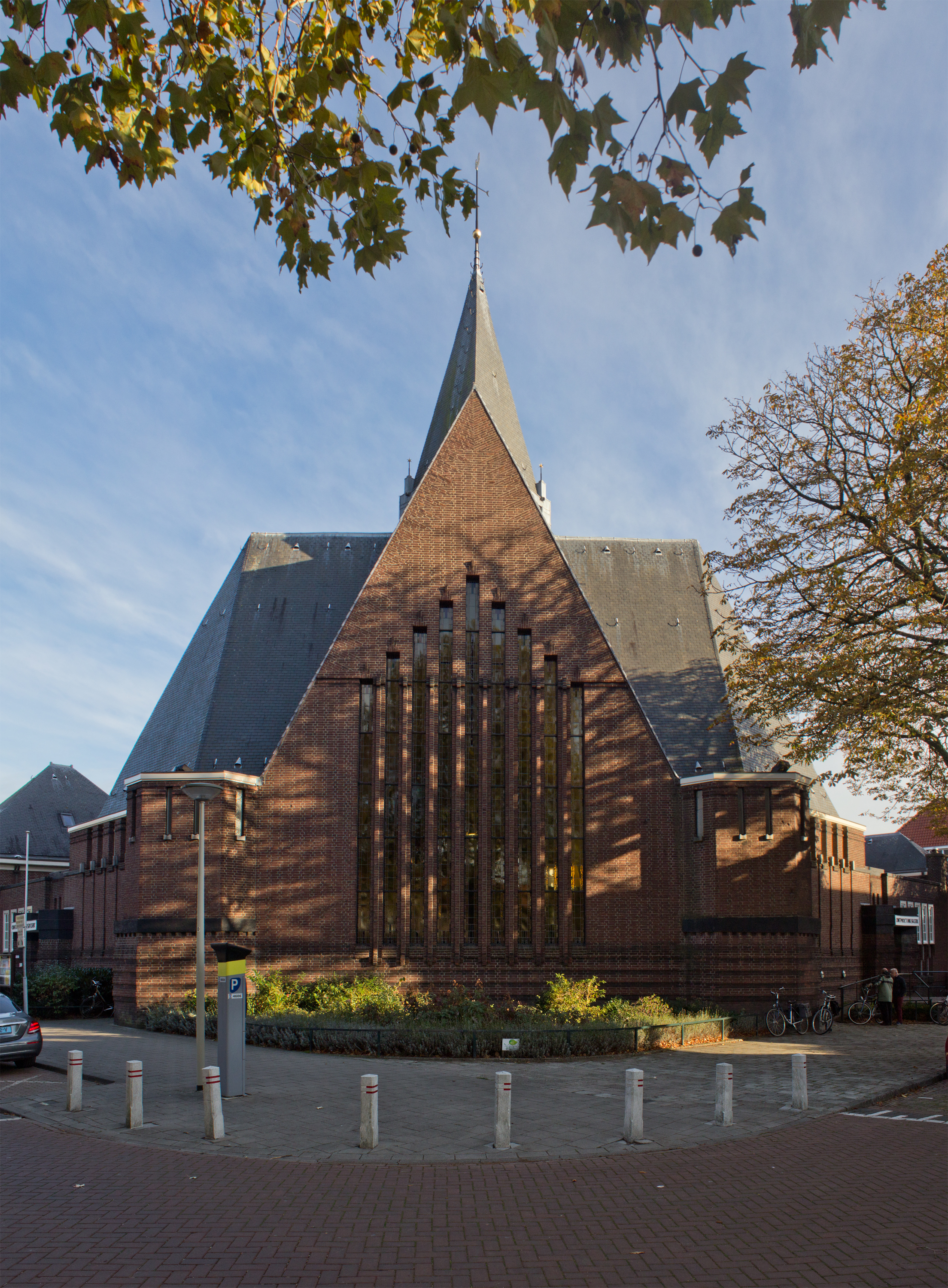

De Ontmoetingskerk is een kerkgebouw in Bergen op Zoom dat zich bevindt aan het Bolwerk Zuid 134.

## Geschiedenis
Een Christelijke Afgescheiden Gemeente ontstond in 1842 maar al voor die tijd kerkte een aantal afgescheidenen in diverse woonhuizen wat vóór 1840 nog wel eens een hachelijke onderneming was. In 1857 kon men de vergaderzaal der potmakers, in de Dubbelstraat, als kerk inrichten. Ook nu probeerden de Hervormden in eerste instantie, met een beroep op Napoleontische wetten, dergelijke kerkdiensten te verhinderen. In 1892 werd de potmakerskmer verlaten. Men betrok een kerkgebouw aan de Moeregrebstraat, ook dit was feitelijk een achter een woning gebouwde kerkzaal die oogde als een schuurkerk.
Een nieuwe Gereformeerde kerk werd in 1928 gebouwd. Ze bood onderdak aan een groeiende gemeente, voor welke het in 1891 gebouwde kerkje te klein was geworden. Het is een bakstenen gebouw in expressionistische stijl onder architectuur van Berend Tobia Boeyinga. Het gebouw is een verkleinde uitvoering van Boeyinga's kerk aan de Kloppersingel te Haarlem. Typerend daaraan is de waaiervormige plattegrond. Het interieur bezit fantasierijke, parabool-achtige gewelven en geometrische ornamenten die in hout zijn uitgevoerd. Dit in tegenstelling tot het baksteenexpressionisme zoals dat in die tijd in katholieke kerken toepassing vond.
Het orgel werd in 1966 gebouwd voor de Petruskerk te Vlissingen. In 2002 werd het, na restauratie, overgeplaatst naar Bergen op Zoom. De Petruskerk werd namelijk gesloten.
In 1995 werd het gebouw een SoW-kerk, nadat de Hervormden in 1987 de Sint-Gertrudiskerk aan de katholieken hadden verkocht. In 1997 werd het gebouw nog gerenoveerd om uiteindelijk als PKN-kerk dienst te gaan doen.